# Dolenice
Dolenice är en ort i Tjeckien.   Den ligger i regionen Södra Mähren, i den sydöstra delen av landet, 190 km sydost om huvudstaden Prag. Dolenice ligger 224 meter över havet och antalet invånare är 161.
Terrängen runt Dolenice är platt. Runt Dolenice är det ganska glesbefolkat, med 48 invånare per kvadratkilometer. Närmaste större samhälle är Moravský Krumlov, 16,0 km norr om Dolenice. Trakten runt Dolenice består till största delen av jordbruksmark.